# Malilait (Ort)
Malilait ist ein osttimoresischer Ort im Suco Malilait (Verwaltungsamt Bobonaro, Gemeinde Bobonaro). Das Dorf besteht aus mehreren Siedlungen und einzelnstehenden Gebäuden in der Aldeia Malilait, die bis zur Nachbar-Aldeia Malilu im Osten hineinreichen. Südöstlich liegt das Dorf Malilu und weiter südlich Bobonaro, der Hauptort des Verwaltungsamtes.
Im Dorf Malilait befindet sich der Sitz des gleichnamigen Sucos.